# مقاطعة واهيكاكوم (واشنطن)
مقاطعة واهيكاكوم (بالإنجليزية: Wahkiakum County)‏ هي إحدى مقاطعات ولاية واشنطن في الولايات المتحدة الأمريكية.